# Saxon (grup de música)
Saxon és un grup britànic de heavy metal format el 1976 a Barnsley, Yorkshire. Com a virtuals líders de la New Wave Of British Heavy Metal van tenir un breu període de considerable popularitat al Regne Unit durant els vuitanta, i van arribar també a provar un relatiu èxit a Europa i el Japó. Encara lsegueixen en actiu.
Els seus components inicials van ser Peter "Biff" Byford com a cantant, Paul Quinn i Graham Oliver com a guitarristes, Steve Dawson al baix i Pete Gill bateria. Inicialment es van anomenar Son of a Bitch. Van passar a ser coneguts majorment en la gira de 1979 amb Motörhead. En aquest any el grup va signar amb la casa de discos Carrere i van realitzar el seu àlbum Saxon. El 1980, el seu següent disc Wheels of Steel va portar dos singles: el qual dona títol al disc i 747 (Strangers in the Night) (Bert Kaempfert). L'àlbum Strong Arm of the Law, considerat pels fans com un dels seus millors treballs, va ser realitzat a continuació en el mateix any, i va seguir collint èxits amb el seu següent disc Denim and Leather (1981). La cançó que dona títol al disc és considerada com tot un himne del heavy metal d'inicis dels vuitanta.
Fruit d'aquesta popularitat van sorgir una sèrie continuada de gires pel Regne Unit, però Saxon mai van arribar a ser veritablement coneguts als Estats Units. Després de l'àlbum Power and the Glory (1983), Saxon van ser reorientant-se cap al comercial obtenint un èxit decreixent entre el públic, malgrat haver signat contracte amb la casa EMI. De fet, el viratge va fer poc més que allunyar als seus fans de tota la vida i van començar a ser vists pels seus detractors com el perfecte exemple del clixé "heavy". Recentment, han tornat a les seves arrels menys comercials i han recuperat bona part d'audiència.
Al llarg de la història de Saxon, els canvis de components han estat freqüentes. Gill va marxar el 1981 després de ferir-se la mà, i va ser reemplaçat per Nigel Glockler. Gill va anar a parar a Motörhead, Dawson se'n va anar el 1986; i Graham Oliver va fer el mateix el 1995, sent reemplaçat per Doug Scarratt. Des de llavors Saxon ha romàs relativament estable quant als seus components.
Actualment són Byford (cantant), Quinn, Scarratt i Tatler (en directe)(guitarristes), Nigel Glockler (bateria) i Nibbs Carter (baix).
Dawson i Oliver van acabar formant una espècie de reedició de Son of a Bitch, que va acabar considerant-se com un Saxon alternatiu, fruit de la qual cosa existeix un litigi entre els dos Saxon.

## Composició de les formacions
Els membres creadors de Saxon estan en negreta
Son of a Bitch (1976-1978)
- Biff Byford - cantant
- Graham Oliver - guitarra
- Paul Quinn - guitarra
- Steve Dawson - baix
- David Ward - bateria

Formació original (1978-1981)
- Biff Byford - cantant
- Graham Oliver - guitarra
- Paul Quinn - guitarra
- Steve Dawson - baix
- Pete Gill - bateria

Segona formació (1981-1986)
- Biff Byford - cantant
- Graham Oliver - guitarra
- Paul Quinn - guitarra
- Steve Dawson - baix
- Nigel Glockler - bateria

Tercera formació (1986-1987)
- Biff Byford - cantant
- Graham Oliver - guitarra
- Paul Quinn - guitarra
- Paul Johnson - baix
- Nigel Glockler - bateria

Quarta formació (1987-1988)
- Biff Byford - cantant
- Graham Oliver - guitarra
- Paul Quinn - guitarra
- Paul Johnson - baix
- Nigel Durham - bateria

Cinquena formació (1988-1994)
- Biff Byford - cantant
- Graham Oliver - guitarra
- Paul Quinn - guitarra
- Nibbs Carter - baix
- Nigel Glockler - bateria

Sisena formació (1995-1999)
- Biff Byford - cantant
- Doug Scarratt - guitarra
- Paul Quinn - guitarra
- Nibbs Carter - baix
- Nigel Glockler - bateria

Setena formació (1999-2004)
- Biff Byford - cantant
- Doug Scarratt - guitarra
- Paul Quinn - guitarra
- Nibbs Carter - baix
- Fritz Randow - bateria

Vuitena formació (2004-2005)
- Biff Byford - cantant
- Doug Scarratt - guitarra
- Paul Quinn - guitarra
- Nibbs Carter - baix, teclat
- Jörg Michael - bateria

Formació des del 2005
- Biff Byford - cantant
- Doug Scarratt - guitarra
- Paul Quinn - guitarra
- Nibbs Carter -baix, teclat
- Nigel Glockler - bateria

Formació des del 2023
- Byff Byford - cantant
- Doug Scarratt - guitarra
- Brian Tatler - guitarra
- Nibbs Carter - baix
- Nigel Glocker - bateria

## Discografia
- Saxon (1979)
- Wheels of Steel (1980)
- Strong Arm of the Law (1980)
- Denim and Leather (1981)
- Power & the Glory (1983)
- Crusader (1984)
- Innocence Is No Excuse (1985)
- Rock the Nations (1986)
- Destiny (1988)
- Solid Ball of Rock (1990)
- Forever Free (1992)
- Dogs of War (1995)
- Unleash the Beast (1997)
- Metalhead (1999)
- Killing Ground (2001)
- Lionheart (2004)
- The Inner Sanctum (2007)
- Into the Labyrinth (2009)[1][2]
- Call to Arms (2011)
- Sacrifice (2013)
- Battering Ram (2015)
- Thunderbolt (2018)
- Inspirations (2021)
- Carpe Diem (2022)
- Hell, Fire and Damnation (2024)